# 基本營養類型
一種生物的基本營養類型可以根據其代謝所採用的碳、還原劑和能量來源劃分。
- 碳源即生物生長和發育所需要的碳元素的來源。如果生物採用有機物作爲碳源則稱爲異營（heterotrophic）生物，反之如果採用二氧化碳（CO2）作爲碳源，則爲自營（autotrophic）。
- 還原劑來源，或稱電子等價物來源，指在代謝途徑中還原劑（比如以NADH或NADPH的形式）的來源。當生物使用有機物作爲電子等價物來源時，稱作有機營養（organotrophic），反之則稱爲無機營養（lithotrophic，“litho-”爲“石”意）。有機營養的生物基本上同時也都是異營的，即同時使用有機物作爲電子來源和碳源。類似地，無機營養的生物也經常是自營的，使用無機物作爲電子來源並使用二氧化碳作爲碳源。
- 能量來源指生物在分解代謝中用來製造能量等價物ATP的途徑。若生物使用光作爲能量來源則稱光能營養（phototrophic）生物，否則稱化能營養（chemotrophic）生物。

多數化能營養生物的能量代謝的基礎，是在將電子從還原劑（電子供體，electron donor）到氧化劑（電子受體，electron acceptor）的流動過程中獲取能量。因此，作爲電子供體的化合物既用作分解代謝（catabolism）中獲取能量的還原劑，也用作合成代謝（anabolism）中生物合成的還原劑。化能合成生物的電子供體和受體對反應所放出的能量必須至少高於一個質子穿過細胞膜所需的能量（-15 到 -20 kJ mol-1）才足以利用。相反，光能營養的生物可以使用任何電子供體，甚至能進行需要消耗大量能量的反應（如綠色植物的光合作用中用水還原二氧化碳）。
需要注意的是，厭氧呼吸、好氧呼吸和發酵等詞彙並不指代基本營養類型，而僅用來說明氧化還原反應中電子受體（氧化劑）的使用，如使用氧氣（好氧呼吸），硝酸鹽、硫酸鹽、延胡索酸等（厭氧呼吸），或自身的代謝中間產物（發酵）。因爲在發酵過程中，所有產生ATP的步驟都包括代謝中間產物的磷酸化修飾而非電子傳遞鏈，又稱底物水平磷酸化。

## 表格
| 能量來源     | 還原等價物來源 | 碳源           | 名稱                                | 舉例                                                                 |
| ------------ | -------------- | -------------- | ----------------------------------- | -------------------------------------------------------------------- |
| 太陽光 光能- | 有機物 -有機-  | 有機物 -異營   | 光能有機異營 Photoorganoheterotroph | 部分細菌：太陽桿菌屬、紅細菌屬、綠非硫細菌                           |
| 太陽光 光能- | 有機物 -有機-  | 二氧化碳 -自營 | 光能有機自營 Photoorganoautotroph   | 部分海生紫細菌（見下面文字）                                         |
| 太陽光 光能- | 無機物 -無機-  | 有機物 -異營   | 光能無機異營 Photolithoheterotroph  | 紫非硫細菌                                                           |
| 太陽光 光能- | 無機物 -無機-  | 二氧化碳 -自營 | 光能無機自營 Photolithoautotroph    | 植物、藍藻、綠硫細菌、紫硫細菌                                       |
| 化合物 化能- | 有機物 -有機-  | 有機物 -異營   | 化能有機異營 Chemoorganoheterotroph | 動物、真菌                                                           |
| 化合物 化能- | 有機物 -有機-  | 二氧化碳 -自營 | 化能有機自營 Chemoorganoautotroph   | 可進行厭氧甲烷氧化的部分古菌、嗜甲醇酵母菌                           |
| 化合物 化能- | 無機物 -無機-  | 有機物 -異營   | 化能無機異營 Chemolithoheterotroph  | 以氫氣爲還原劑且以乙酸爲碳源的產甲烷菌                               |
| 化合物 化能- | 無機物 -無機-  | 二氧化碳 -自營 | 化能無機自營 Chemolithoautotroph    | 無色硫細菌、同型乙酸細菌、以氫氣爲還原劑且以二氧化碳爲碳源的產甲烷菌 |

## 舉例
所有可能的組合在自然界都可能存在。例如藍藻屬光能無機自營類型，因爲它們使用光作爲能量來源，以無機物（水）作爲電子供体且固定二氧化碳作爲碳的來源。真菌則相反，屬於化能有機異營生物，因爲它們使用有機物同時作爲電子供體和碳源。真核生物一般來說比較容易分類。所有動物像真菌一樣，也屬於化能有機異營生物。植物則和藍藻一樣，營光能無機自營。一些真核微生物並不限定于一種基本營養類型。如一些藻類在有光存在時，爲光合自營，但在暗處則轉換爲化能有機營養。甚至高等植物也保留了異營代謝能力，在晚上可以呼吸白天時光合產生的澱粉以產生能量。
相反，原核生物在營養類型上要多樣得多。比如，紫硫細菌和藍藻大體上營光合自營，而紫非硫細菌通常爲光能有機異營。相當一部分細菌可以利用化學能量固定二氧化碳而製造生物量，屬於化能無機自營（見化能合成作用），在深海黑煙囪等處，這是初級生產力的主要來源。一部分紫細菌可用光能將二甲基硫氧化爲二甲亞碸並固定二氧化碳，因此屬於光能有機自營。一些細菌只屬於一種營養類型，而其它一些則可以在環境中營養來源變化時切換其代謝的基本營養類型。